# 용담대교

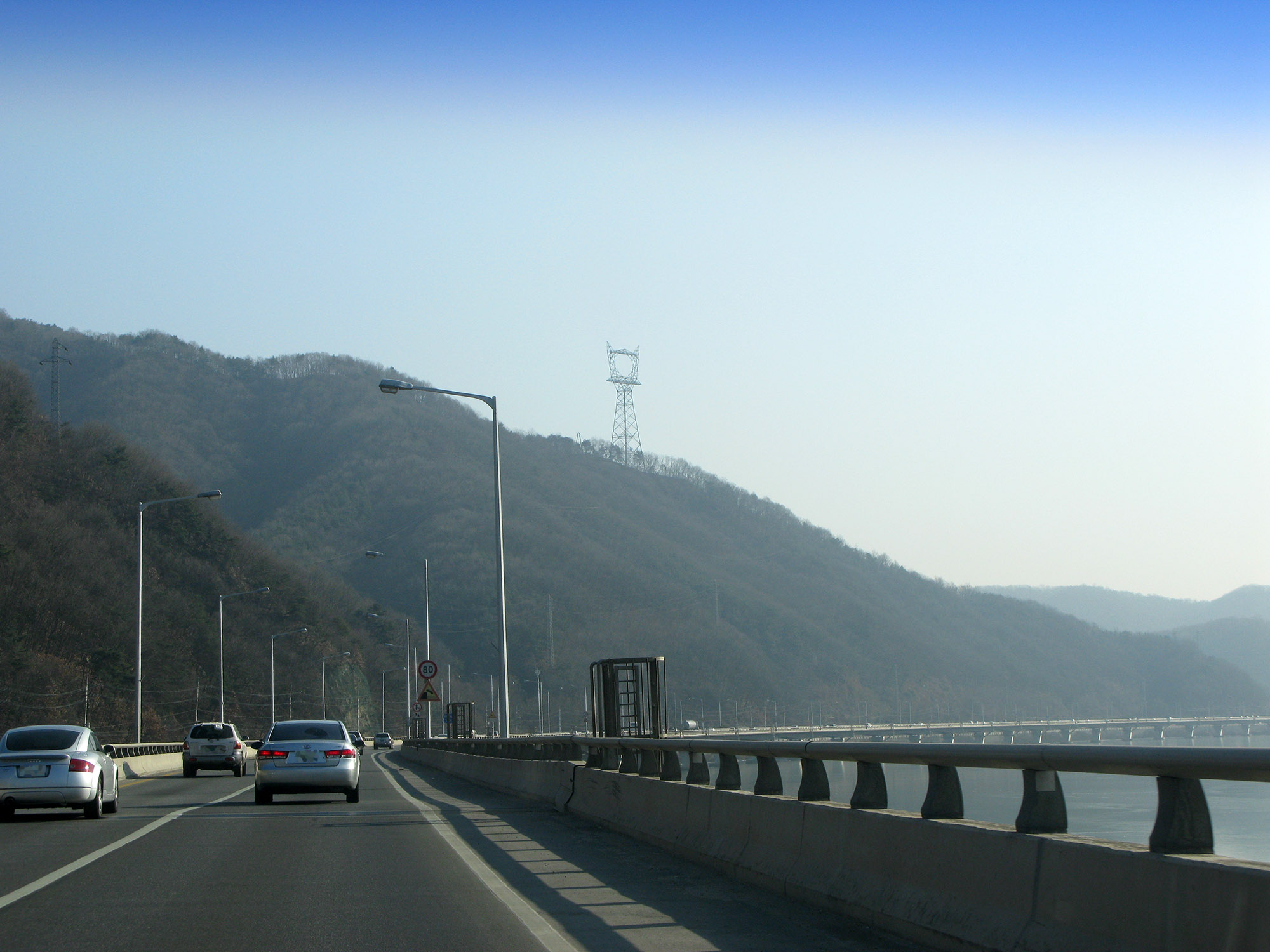
용담대교

용담대교(龍潭大橋)는 경기도 양평군 양서면 용담리와 양서면 신원리를 잇는 총길이 2.38km의 다리이다. 기존의 왕복 2차로인 6번 국도를 확장하면서 건설되었으며 2002년 제1회 아름다운 도로 최우수상을 수상하였으며 2006년 한국의 아름다운 길 100선에 선정되었다.